# Shōma Doi
Shōma Doi (jap. 土居 聖真, Doi Shōma; * 21. Mai 1992 in Yamagata) ist ein japanischer Fußballspieler.

## Karriere

### Verein
Doi spielte seit 2005 für die Kashima Antlers und gehörte seit 2011 zum Profikader. Der Verein spielte in der ersten japanischen Liga. 2011 und 2012 gewann er mit dem Klub den J. League Cup. 2016 feierte er mit den Antlers die Meisterschaft und den Gewinn des Kaiserpokals. Bei der FIFA-Klub-Weltmeisterschaft 2016 wurde er Zweiter mit der Mannschaft. 2017 gewann er den japanischen Supercup, 2018 gewann er mit den Antlers die AFC Champions League 2018. Hier ging man gegen Persepolis Teheran als Sieger vom Platz. Nach 335 Ligaspielen für die Antlers wechselte er im Juli 2024 zum Zweitligisten Montedio Yamagata.

### Nationalmannschaft
Doi wurde 2017 in den Kader der japanischen Fußballnationalmannschaft berufen und kam bei der Fußball-Ostasienmeisterschaft 2017 zum Einsatz. Er hat insgesamt zwei Länderspiele für Japan bestritten.

## Erfolge
Kashima Antlers
- AFC Champions League-Sieger: 2018
- Japanischer Meister: 2016
- Japanischer Pokalsieger: 2016
- Japanischer Ligapokalsieger: 2011, 2012
- Japanischer Supercup-Sieger: 2017